# Лебединое (озеро, Лоухский район)
Лебединое, Тёплое — озеро на территории Малиновараккского сельского поселения Лоухского района Республики Карелии.

## Общие сведения
Площадь озера — 1,6 км². Располагается на высоте 47,4 метров над уровнем моря.
Форма озера лопастная, продолговатая: оно вытянуто с запада на восток. Берега изрезанные, каменисто-песчаные, местами заболоченные.
Через озеро протекает безымянный водоток, который, протекая Верхнее Котозеро, впадает в Нижнее Котозеро, откуда вытекает река Важенка. Последняя впадает в Верхнее Пулонгское озеро, из которого берёт начало река Пулонга, впадающая в Кандалакшский залив Белого моря.
В озере расположено не менее четырёх безымянных островов различной площади.
Код объекта в государственном водном реестре — 02020000711102000002040.